# Valaská
Valaská é um município da Eslováquia, situado no distrito de Brezno, na região de Banská Bystrica. Tem 63,31 km² de área e sua população em 2018 foi estimada em 3.687 habitantes.

## Demografia
| Ano:        | 1994 | 2004   | 2014   | 2024    |
| ----------- | ---- | ------ | ------ | ------- |
| Broj ljudi: | 3867 | 3908   | 3826   | 3336    |
| Razlika:    |      | +1,06% | -2,09% | -12,80% |

| Ano:               | 2023 | 2024   |
| ------------------ | ---- | ------ |
| Número de pessoas: | 3340 | 3336   |
| Diferença:         |      | -0,11% |